# リンカーン・ラウド
リンカーン・ラウド（Lincoln Loud）は、クリス・サヴィーノ作のアニメ『ラウド・ハウス』に登場するキャラクターで、同作品の主人公である。

## 人物
ラウド家の真ん中と唯一の男性の子供。ロイヤルウッズで育ちまる。スーパーヒーローであるエース・サービィ、漫画、コンピュータゲームが大好き。髪の色は白ですきっ歯。親友はクライド・マクブライド。
しばしば混沌とした家庭をどのように回避するが、10人の妹の狂気、およびがしている他のことについて視聴者に話し、そしてそれはに第四の壁を壊させた。

### 性格
一人称は「ぼく」また「君」。平和と静けさを好み、危険を避ける方法を知っている穏やかで頭脳明晰かつ親切な少年。このため、家で生き残ることは不可能な場合が、それは競争で妹たちに対してする。
一方、深刻で頭いい。家のオタクとして、問題を助け、周りの人々をアウトスマートのが得意る。ほとんどの場合、静かでリラックスしているが、怒りしたり、何かがうまくいかなかったりすると、動揺することがいる。

## 関係者
妹たち
自分たちを愛しているが、嫌悪感に苦しみ、ケンカに巻き込まれる。
ローラのナルシストやプライドが高い性格を嫌うものの、アニメが進むにつれて親しくなった。リン・ジュニアとは喧嘩だが、関係は悪くない。
クライド・マクブライド
親友なので、二人の男の子は兄弟のようにお互いに親密する。友情の名は「クリンカーン・マクラウド」。
ロニー・アン・サンティアゴ
クライドや愛の興味のような他の親友。最初にいつもいじめられて彼を「Lame-O」と呼んでいたので仲良くないた。現在は本当に仲が良く、カップルになり始めた。
ロニー・アンがグレート・レイクス・シティに引っ越したとき、彼女を懐かし始めたが、訪問することができる。

## 来歴
12歳 (シーズン 5以前は11歳) で、真ん中やラウド家の誰ー男の子。以前にロイヤルウッズ小学校で5年生に通っていたロイヤルウッズ中学校で6年生に在学へ中入する。
「Not a Loud」でアメリカ合衆国大統領のリムジンで生まれた。ワゴンジラが故障した後、大統領のリモは分娩室に行く途中でラウド両親を迎えに行きした。車に乗っているとき、その時降りる必要があったので、大統領はリンカーンを配達しようとしたが気を失った。アメリカ合衆国のファーストレディに助けられた。